# Hexafluorethan
Hexafluorethan ist eine chemische Verbindung aus der Gruppe der Fluorkohlenwasserstoffe und ist als aliphatisches gesättigtes Fluorkohlenwasserstoff ein Perfluorcarbon.

## Darstellung und Gewinnung
Eine Synthesevariante ist die Umsetzung von Trifluoressigsäure mit Xenondifluorid. Hier werden zunächst die instabilen Ester (CF3COO)2Xe und (CF3COO)XeF gebildet, deren Zersetzung bzw. Decarboxylierung zu Trifluormethylradikalen und dann zum Hexafluorethan führt.
Eine unerwünschte Quelle von Hexafluorethan sowie Tetrafluormethan ist die Produktion von Aluminium  mittels Schmelzflusselektrolyse aus Kryolith. Hierbei entstehen die Fluorkohlenstoffe aus dem Fluor des Kryoliths und dem Kohlenstoff der Elektroden.

## Eigenschaften
In Druckgasflaschen liegt Hexafluorethan als verdichtetes Gas vor. Unter 19,7 °C unter Druck ist es ein verflüssigt vorliegendes Gas. Beim Ausströmen der Flüssigkeit oder beim Entweichen großer Gasmengen bilden sich kalte Nebel, die sich am Boden ausbreiten. Oberhalb von 800 °C zersetzt sich die Verbindung, wobei unter Luft Fluorwasserstoff, Kohlenstoffmonoxid und Kohlenstoffdioxid entstehen. Der kritische Punkt liegt bei 19,89 °C, 30,39 bar und 0,601 kg·l−1; der Tripelpunkt bei −100,10 °C und 0,26490 bar.
Mit 12340 (bezogen auf 100 Jahre) hat Hexafluorethan ein sehr hohes Treibhauspotential, da das Gas lange in der Atmosphäre verbleibt. Das Ozonabbaupotential liegt bei 0.

## Verwendung
Hexafluorethan wird in der Halbleiter-Industrie als Ätzgas und beim Plasmaätzen sowie zum Reinigen von CVD-Kammern eingesetzt. Es dient weiterhin als Treibgas, gasförmiger Isolierstoff (in aufgeschäumten Stoffen) und als Kältemittel. Große Mengen Hexafluorethan werden bei der Aluminiumerzeugung freigesetzt. In der Medizin wird es eingesetzt, um bei Glaskörperabhebung und Netzhautablösung den Glaskörper zu ersetzen. Das Gas wird danach von Körper resorbiert und durch Flüssigkeit ersetzt.

## Sicherheitshinweise
Hexafluorethan ist schwerer als Luft und in hohen Konzentrationen erstickend.